# Commenderij
Een commenderij is een door een landscommandeur of commandeur bestuurde afdeling , of een bezitting, van een ridderorde. 
De Orde van Sint-Jan in Duitsland, de "Balley Brandenburg des Ritterlichen Ordens St. Johannis vom Spital zu Jerusalem" heeft elf commenderijen in de Bondsrepubliek Duitsland en de commenderijen (of commendes) Hongarije, Finland, Zwitserland en Frankrijk.
De naam commenderij kan dus zowel een bestuurlijke eenheid van een orde aanduiden als een landgoed of een door een commandeur beheerde portefeuille onroerend goed.
Al spreekt het Groot Nederlands Woordenboek van commanderij, de Nederlandse Johanniters houden vast aan de spelling "commEnderij". De Duitse Orde spreekt wél over commanderijen.

## Bron
"Ridderlijke orden in Nederland", J.W. Jongedijk, Europese Bibliotheek Zaltbommel, 1965